# Randolph-Klasse
Die Randolph-Klasse war eine Klasse von zwei 36-Kanonen-Fregatten der amerikanischen Kontinentalmarine, die von 1776 bis 1778 in Dienst stand.

## Geschichte
Im Rahmen des beginnenden Unabhängigkeitskrieges gab es von Seiten der Amerikaner Bestrebungen zum Aufbau eigener Seestreitkräfte, um die britische Marine bekämpfen zu können. Hierfür wurde am 13. Oktober 1775 durch den Kontinentalkongress offiziell die Kontinentalmarine (engl. Continental Navy) gegründet und am 13. Dezember ein Bauprogramm von dreizehn Fregatten verabschiedet. Dieses Programm umfasste fünf 32-Kanonen-, fünf 28-Kanonen- und drei 24-Kanonen-Schiffe.
Zwei der nominell 32-Kanonen-Fregatten wurden von dem Marinearchitekten Joshua Humphreys – später Konstrukteur der Fregatten der United-States- und Constellation-Klasse – als 36-Kanonen-Schiffe entworfen und in Philadelphia zwischen 1776 und 1777 gebaut. Auf Grund der Kriegssituation wurde nur die Randolph in Dienst gestellt, welche aber bereits im Frühjahr 1778 im Gefecht gegen ein britisches Linienschiff verloren ging.

## Einheiten
| Name       | Bauwerft              | Bestellung        | Kiellegung | Stapellauf        | Verbleib |
| ---------- | --------------------- | ----------------- | ---------- | ----------------- | --- |
| Washington | Werft in Philadelphia | 13. Dezember 1775 | 1776       | 7. August 1776    | Das nicht komplett ausgerüstete Schiff wurde am 2. November 1777 versenkt um eine Erbeutung durch die Briten im Rahmen der Besetzung von Philadelphia zu verhindern; im Folgejahr gehoben und am 7. Mai 1778 im Ort Bordentown liegend verbrannt; die Rest wurden später abgewrackt |
| Randolph   | Werft in Philadelphia | 13. Dezember 1775 | 1776       | 13. Dezember 1776 | Am 7. März 1778 im Kampf gegen die Royal Navy (Seegefecht bei Barbados) explodiert, (301 Tote) |

## Technische Beschreibung
Die Klasse war als Batterieschiff mit einem durchgehenden Geschützdeck konzipiert: Die Schiffe waren Rahsegler mit drei Masten (Fockmast, Großmast und Kreuzmast). Der Rumpf schloss im Heckbereich mit einem Heckspiegel, in den eine Galerie integriert war, die in die seitlich angebrachte Seitengalerie mündete. Diese waren aus Repräsentationsgründen durch zeitspeziefische Schnitzereien und Bildhauerarbeiten geschmückt. Die Beplankung war kraweel ausgeführt, das heißt, die Enden der Planken stießen stumpf aufeinander, so dass eine glatte Außenfläche entstand.
Die Bewaffnung bestand bei Indienststellung aus 36 Kanonen.
|        | Batteriedeck    | Backdeck       | Achterdeck     | Kanonen (Geschossgewicht) |
| ------ | --------------- | -------------- | -------------- | ------------------------- |
| Design | 26 × 12-Pfünder | 10 × 6-Pfünder | 10 × 6-Pfünder | 36 Kanonen (84,35 kg)     |

## Besatzung
Die Besatzung hatte eine Stärke von 315 Mann (Offiziere und Unteroffiziere bzw. Mannschaften).

## Ähnliche Schiffe
- Concorde-Klasse – Klasse von 32-Kanonen-Fregatten der französischen Marine
- Venus-Klasse – Klasse von 36-Kanonen-Fregatten der britischen Marine